# المثلث (معان)
المثلث منطقة سكنية تقع في لواء الشوبك، محافظة معان في الأردن. تنتمي المنطقة لقضاء الشوبك الذي يضم 15 منطقة. يقدر عدد سكانها بـ 2449 نسمة حسب إحصاء 2015.

## الوصلات الخارجية
- دائرة الاحصاءات العامة